# Usman dan Fodio
Usman dan Fodio, Name auf Fula Usuman ɓii Foduye (auf Haussa Shehu Uthman Dan Fuduye, arabisch عثمان بن فودي ʿUthmān ibn Fūdī, DMG ʿUṯmān ibn Fūdī, * 15. Dezember 1754 in Maratta, Gobir, Nigeria; † 20. April 1817 in Sokoto, Nigeria), war ein militärischer Anführer und religiöser Lehrer der Qādirīya-Tariqa aus dem Volk der Fulbe und 1812 Begründer des Kalifats von Sokoto, das 1837 über zwanzig Millionen Bewohner umfasste und im 19. Jahrhundert das mächtigste Reich Westafrikas war. Er ist in Westafrika allgemein als der Shehu bekannt, ein Titel, der von dem arabischen Begriff Scheich abgeleitet ist und auch für islamische Mystiker gebraucht wird.

## Leben
Usman dan Fodio stammte aus dem Torodi-Clan der Fulani und war ein direkter Nachkomme von Mūsā Dschukulla, der im 16. Jahrhundert die Torodi aus dem Gebiet des Futa Toro im Senegal ostwärts in das Gebiet von Birni-N’Konni geführt hatte. Sein Vater war Muhammad Fodiye, ein Gelehrter des Toronkawa Clans, bei dem er Lesen und Schreiben mit dem Koran gelernt hatte. Die Familie ließ sich in Degel nieder. Nachdem er zwei Jahre bei seinem Onkel ʿUthmān Bindūrī studiert hatte, schloss er sich dem sudanischen radikalen Gelehrten, Reformer und Sufi Dschibrīl ibn ʿUmar von Agadez an und studierte unter ihm Recht, Theologie und Philosophie. Im Jahre 1188 d.H. (1774/5 n. Chr.) begann er zu lehren und "die Menschen zur Religion zu rufen". Sein Aufruf zum reinen Islam sollte die weit verbreitete Vermischung mit dem Animismus beenden. 1786 folgte ein weiterer Besuch zusammen mit seinem zwölf Jahre jüngeren Bruder Abdullahi dan Fodio bei Scheich Dschibrīl ibn ʿUmar in Kude.
Im Jahre 1794 hatte Usman eine Vision, bei der ihm der Prophet Mohammed und der Heilige ʿAbd al-Qādir al-Dschīlānī erschienen und das „Schwert der Wahrheit“ verliehen. Zunächst trat er als religiöser Lehrer und Reformer auf, der weiterhin die volkstümlichen Vorstellungen aus dem islamischen Glauben seines Volkes tilgen wollte. 1804 rief er einen Dschihad aus, als dessen Anführer er im gleichen Jahr ein Heer der Haussa schlug. In den folgenden Jahren eroberte Usman die meisten der Haussa-Staaten und schuf ein Fulbe-Reich in Nordnigeria, das auch unter dem Namen Sokoto-Kalifat bekannt wurde. Als Herrschaftssitz wählte er die Stadt Kano. Seine Vorstellungen von Gerechtigkeit, sozialen Reformen und individuellen Rechten waren von seinen profunden Kenntnissen des islamischen Rechts bestimmt. Als Teil seines Dschihad beauftragte er 1806 seinen Schüler Modibo Adama mit Eroberungen; Adama gründete das Emirat Adamaua und blieb gegenüber Usman als Oberherrscher loyal. 1808 und 1810 erlitt Usman Niederlagen gegen die Reiche Bornu und Kanem.
Nach Usmans Tod wurde sein Reich in zwei Hälften aufgeteilt. Nomineller Herrscher über beide Teile wurde sein Sohn Muhammad Bello. Seine Tochter Nana Asma’u war eine bedeutende Dichterin und Vorkämpferin der Frauenbildung.